# Дмитро-Білівка
Дми́тро-Бі́лівка — село в Україні, у Казанківській селищній громаді Баштанського району Миколаївської області. Населення становить 318 осіб.

## Відомі люди
Уродженцем села є Богдан Іван Гаврилович — олімпійський чемпіон по греко-римській боротьбі 1960 року.